# Quirotònia
Quirotònia (grec antic: χειροτονία) era una de les dues maneres de votar a les assemblees atenenques. Una era per recompte de vots i una altra a mà alçada.
La quirotònia era la votació més freqüent i es feia a mà alçada. El vot secret només s'usava quan l'assumpte afectava a persones en concret, per fixar-ne la condemna o l'absolució, o el final d'una pena, especialment l'atímia o pèrdua dels drets de ciutadania, i també l'import d'una multa, l'atorgament de la ciutadania a desconeguts o el desterrament d'un ciutadà per ostracisme. L'a quirotònia es feia servir a les assemblees públiques on s'elegien magistrats, per les declaracions de guerra o de pau, i en algunes ocasions on es votaven lleis, però principalment per a judicis.
Per alçar les mans l'herald anunciava que s'havia d'aixecar la mà en cas d'estar d'acord en una cosa; després feia el mateix perquè aixequessin la mà els que pensaven el contrari. Cada vegada es comptaven les mans i el president declarava quin era el resultat.